# Кондорская, Надежда Владимировна
Надежда Владимировна Кондорская (21.06.1925 — 28.02.2007) — российский сейсмолог, профессор, доктор физико-математических наук, лауреат Государственной премии РФ (2002).

## Биография
Окончила физический факультет МГУ.
С 1946 г. работала в Сейсмологическом институте АН СССР, позднее преобразованном в Институт физики Земли, последние должности — зав. лабораторией сейсмических наблюдений, главный научный сотрудник лаборатории континентальной сейсмичности Института сейсмологии Объединенного института физики Земли РАН. Работала на Центральной сейсмической станции «Москва» в отделе сейсмологии и сейсмической службы.
В 1970 присуждена степень доктора физико-математических наук. Тема диссертации — «Исследование основных параметров очагов землетрясений».
Руководитель Научно-методического центра Единой системы сейсмических наблюдений.
С 1962 по 1991 г. бессменный редактор и составитель ежегодных тематических сборников «Землетрясения в СССР» (ныне «Землетрясения Северной Евразии»).
Умерла 28 февраля 2007 г. после тяжелой и продолжительной болезни.

## Труды
- Кондорская Н. В., Шебалин Н. В. Новый каталог сильных землетрясений на территории СССР с древнейших времен до 1975 г. — Москва: Наука, 1977. — 536 с.
- Кондорская Н. В., Уломов В. И. Унифицированный каталог землетрясений Северной Евразии. — Москва: Наука, 1995.
- Кондорская Н. В., Федорова И. В. Сейсмические станции единой системы сейсмических наблюдений СССР (ЕССН) на 01.01.1990 г. — Москва: ОИФЗ РАН, 1996. — 35 с.

Редактор двухтомного сборника статей:
- Магнитуда и энергетическая классификация землетрясений [Текст] : Сборник статей : В 2 т. / Ред. коллегия: Н. В. Кондорская (докт. физ.-мат. наук) [и др.] ; АН СССР. Ин-т физики Земли им. О. Ю. Шмидта. Междувед. совет по сейсмологии и сейсмостойкому стр-ву при Президиуме АН СССР. — Москва : [б. и.], 1974. — 26 см.

## Награды и премии
- Государственная премия Российской Федерации (2002, в составе авторского коллектива) — за вклад в исследования по общему сейсмическому районированию территории Российской Федерации (ОСР-97).

## Семья
- Муж — доктор физ-мат. наук Евгений Иванович Кондорский (1908—1989).
- Сын — сотрудник физической кафедры МГУ Игорь Евгеньевич Кондорский.

## Источник
- http://81.176.66.169/a/ahmerow_n_a/ana2018.shtml
- http://seismos-u.ifz.ru/personal/kondorskaya.htm